# Dárius Rusnák
Dárius Rusnák (* 2. prosince 1959 Ružomberok) je bývalý československý hokejový útočník a mistr světa z roku 1985.

## Hráčská kariéra

### Klubová kariéra
S hokejem začal v Banské Bystrici, později jako junior hrával za bratislavský BEZ. V roce 1976 přestoupil do Slovanu Bratislava a začal v jeho dresu nastupovat v nejvyšší československé soutěži. V roce 1979 pomohl Slovanu jako prvnímu slovenskému klubu v historii vybojovat československý titul. V následujícím roce skončil s klubem třetí ve finálové skupině Poháru mistrů evropských zemí. Za Slovan odehrál celkem dvanáct sezón. V nejlepších letech hrál jako centr na křídlech s Mariánem Bezákem a Jánem Jaškem. Výjimkou byla sezóna 1987/1988, kterou odehrál v Dukle Jihlava. Od roku 1989 působil ve finském KalPa Kuopio, za který nastupoval čtyři sezóny. Aktivní kariéru ukončil v roce 1993.
Jeho hra se vyznačovala výbornou technikou, citem pro přihrávku i kvalitním zakončením.[zdroj⁠?!]

### Reprezentace
Jako junior reprezentoval ČSSR na mistrovství světa do 20 let 1978 a 1979. V seniorské reprezentaci hrál na mistrovství světa poprvé v roce 1981 a do roku 1986 byl členem reprezentace na všech vrcholných akcích včetně Zimních olympijských her 1984 v Sarajevu (stříbro). V národním týmu hrával většinou ve formaci s Vincentem Lukáčem a Igorem Libou. Vrcholem jeho reprezentační kariéry byl rok 1985, kdy jako kapitán (po Jozefu Golonkovi druhý Slovák v této funkci) dovedl tým k vítězství na mistrovství světa. Do paměti se zapsal mimo jiné jako střelec čtvrtého gólu v rozhodujícím utkání proti Kanadě. Za reprezentaci odehrál celkem 156 utkání a vstřelil 68 branek.
Po rozdělení Československa byl v roce 1993 pozván na soustředění nově vznikající slovenská reprezentace v Bojnicích. Do užšího kádru, který v listopadu 1993 vyhrál předolympijskou kvalifikaci, ale nominován nebyl.

### Statistiky reprezentace
| Turnaj             | Místo konání                                     | Z  | G  | A  | B  | Umístění            | Soupisky          |
| ------------------ | ------------------------------------------------ | -- | -- | -- | -- | ------------------- | ----------------- |
| MS 1981            | Švédsko (Stockholm a Göteborg)                   | 8  | 3  | 3  | 6  | Bronzová medaile    | Soupiska MS 1981  |
| KP 1981            | Severní Amerika                                  | 6  | 4  | 0  | 4  | prohra v semifinále | Soupiska KP 1981  |
| MS 1982            | Finsko (Tampere a Helsinky)                      | 7  | 2  | 1  | 3  | Stříbrná medaile    | Soupiska MS 1982  |
| MS 1983            | Západní Německo (Mnichov, Dortmund a Düsseldorf) | 9  | 6  | 2  | 8  | Stříbrná medaile    | Soupiska MS 1983  |
| ZOH 1984           | Jugoslávie (Sarajevo)                            | 7  | 4  | 5  | 9  | Stříbrná medaile    | Soupiska ZOH 1984 |
| MS 1985            | Československo (Praha)                           | 10 | 3  | 3  | 6  | Zlatá medaile       | Soupiska MS 1985  |
| Celkem na MS (4x)  |                                                  | 34 | 15 | 11 | 26 |                     |                   |
| Celkem na ZOH (1x) |                                                  | 7  | 4  | 5  | 9  |                     |                   |

## Trenérská a funkcionářská kariéra
Trenérství se začal věnovat krátce po ukončení aktivní kariéry. Od sezóny 1993/1994 působil jako asistent trenéra Dušana Žišky ve Slovanu Bratislava. Spolu dovedli tým ke čtvrtému, v další sezóně ke třetímu místu ve slovenské extralize. Poté se stal manažerem týmu ŠK Iskra Banská Bystrica, který hrál střídavě první a druhou nejvyšší slovenskou soutěž.

## Osobní život
Aktivní působení u hokeje na čas přerušil po roce 1999, kdy jeho mladší syn Ondrej utrpěl vážný úraz. Později se vrátil ve funkci člena Výkonného výboru Slovenského svazu ledního hokeje, má na starost regionální rozvoj ledního hokeje na Slovensku. Vystudoval práva, v současné době pracuje pro Kancelář prezidenta Slovenské republiky.
| Sezona                              | Klub                 | Soutěž          | Základní část | Základní část | Základní část | Základní část | Základní část | Play off | Play off | Play off | Play off | Play off |
| Sezona                              | Klub                 | Soutěž          | Z             | G             | A             | B             | TM            | Z        | G        | A        | B        | TM       |
| ----------------------------------- | -------------------- | --------------- | ------------- | ------------- | ------------- | ------------- | ------------- | -------- | -------- | -------- | -------- | -------- |
| 1976/77                             | HC Slovan Bratislava | ČSHL            | x             | x             | x             | x             | x             | --       | --       | --       | --       | --       |
| 1977/78                             | HC Slovan Bratislava | ČSHL            | 44            | 4             | 11            | 15            | 24            | --       | --       | --       | --       | --       |
| 1978/79                             | HC Slovan Bratislava | ČSHL            | x             | x             | x             | x             | x             | --       | --       | --       | --       | --       |
| 1980/81                             | HC Slovan Bratislava | ČSHL            | x             | x             | x             | x             | x             | --       | --       | --       | --       | --       |
| 1981/82                             | HC Slovan Bratislava | ČSHL            | x             | x             | x             | x             | x             | --       | --       | --       | --       | --       |
| 1982/83                             | HC Slovan Bratislava | ČSHL            | x             | x             | x             | x             | x             | --       | --       | --       | --       | --       |
| 1983/84                             | HC Slovan Bratislava | ČSHL            | x             | x             | x             | x             | x             | --       | --       | --       | --       | --       |
| 1984/85                             | HC Slovan Bratislava | ČSHL            | x             | x             | x             | x             | x             | --       | --       | --       | --       | --       |
| 1985/86                             | HC Slovan Bratislava | ČSHL            | x             | x             | x             | x             | x             | x        | x        | x        | x        | x        |
| 1986/87                             | HC Slovan Bratislava | ČSHL            | 40            | 18            | 20            | 38            | 62            | --       | --       | --       | --       | --       |
| 1987/88                             | HC Dukla Jihlava     | ČSHL            | 44            | 16            | 34            | 51            | 0             | --       | --       | --       | --       | --       |
| 1988/89                             | HC Slovan Bratislava | ČSHL            | 31            | 16            | 15            | 31            | 44            | --       | --       | --       | --       | --       |
| 1989/90                             | KalPa Kuopio         | SM-liiga        | 44            | 29            | 24            | 53            | 77            | 1        | 0        | 1        | 1        | 0        |
| 1990/91                             | KalPa Kuopio         | SM-liiga        | 44            | 22            | 38            | 60            | 58            | 8        | 3        | 3        | 6        | 8        |
| 1991/92                             | KalPa Kuopio         | SM-liiga        | 38            | 8             | 24            | 32            | 57            | -        | -        | -        | -        | -        |
| 1992/93                             | KalPa Kuopio         | SM-liiga        | 43            | 20            | 24            | 44            | 57            | -        | -        | -        | -        | -        |
| SM-liiga celkem                     | SM-liiga celkem      | SM-liiga celkem | 169           | 79            | 110           | 189           | 249           | 9        | 3        | 4        | 7        | 8        |
| Československá hokejová liga celkem |                      |                 |               |               |               |               |               |          |          |          |          |          |